# Beniamino Stella
Beniamino Stella (ur. 18 sierpnia 1941 w Pieve di Soligo) – włoski duchowny rzymskokatolicki, doktor prawa kanonicznego, arcybiskup, nuncjusz apostolski w Kongu w latach 1987–1992, nuncjusz apostolski na Kubie w latach 1992–1999, nuncjusz apostolski w Kolumbii w latach 1999–2007, rektor Papieskiej Akademii Kościelnej w latach 2007–2013, prefekt Kongregacji ds. Duchowieństwa w latach 2013–2021, kardynał od 2014 (najpierw w stopniu diakona, w 2020 promowany do stopnia biskupa),  członek Papieskiej Komisji ds. Państwa Watykańskiego w latach 2018–2021.

## Życiorys
19 marca 1966 otrzymał święcenia kapłańskie i został inkardynowany do diecezji Vittorio Veneto. W 1966 rozpoczął przygotowanie do służby dyplomatycznej na Papieskiej Akademii Kościelnej.
21 sierpnia 1987 został mianowany przez Jana Pawła II oficjałem w Sekretariacie Stanu Stolicy Apostolskiej oraz biskupem tytularnym Midila. Sakry biskupiej 5 września 1987 udzielił mu w Rzymie papież Jan Paweł II.
7 listopada 1987 został mianowany nuncjuszem apostolskim w Kongu.
W 1992 został przeniesiony do nuncjatury w Hawanie na Kubie. W 1999 został nuncjuszem apostolskim w Kolumbii.
13 października 2007 został rektorem Papieskiej Akademii Kościelnej.
21 września 2013 został mianowany przez papieża Franciszka prefektem Kongregacji ds. Duchowieństwa. Zastąpił na tym stanowisku kardynała Mauro Piacenzę, który obejmie Penitencjarię Apostolską. Na konsystorzu 22 lutego 2014 został kreowany kardynałem diakonem, z tytułem SS. Cosma e Damiano, zaś 1 maja 2020 został podniesiony do rangi kardynała biskupa tytularnego diecezji suburbikarnej Porto-Santa Rufina
11 czerwca 2021 papież Franciszek przyjął jego rezygnację z funkcji prefekta Kongregacji ds. Duchowieństwa ze względu na wiek. 18 sierpnia 2021 w związku z ukończeniem 80 lat utracił prawo udziału w konklawe.